# Marburgo
Marburgo (em alemão: Marburg) é um município da Alemanha localizado na região administrativa de Gießen, estado de Hesse. A cidade é capital do distrito de Marburg-Biedenkopf e localiza-se às margens do rio Lahn.

## História

### Fundação e a história antiga
Como muitos povoados, Marburgo desenvolveu-se ao longo de duas importantes estradas medievais: uma 'leste-oeste', que ligava a cidade alemã de Colônia à cidade de Praga, e uma 'norte-sul', começando no Mar do Norte, passando pelos Alpes e continuando até a Itália, cruzando neste ponto o Rio Lahn.

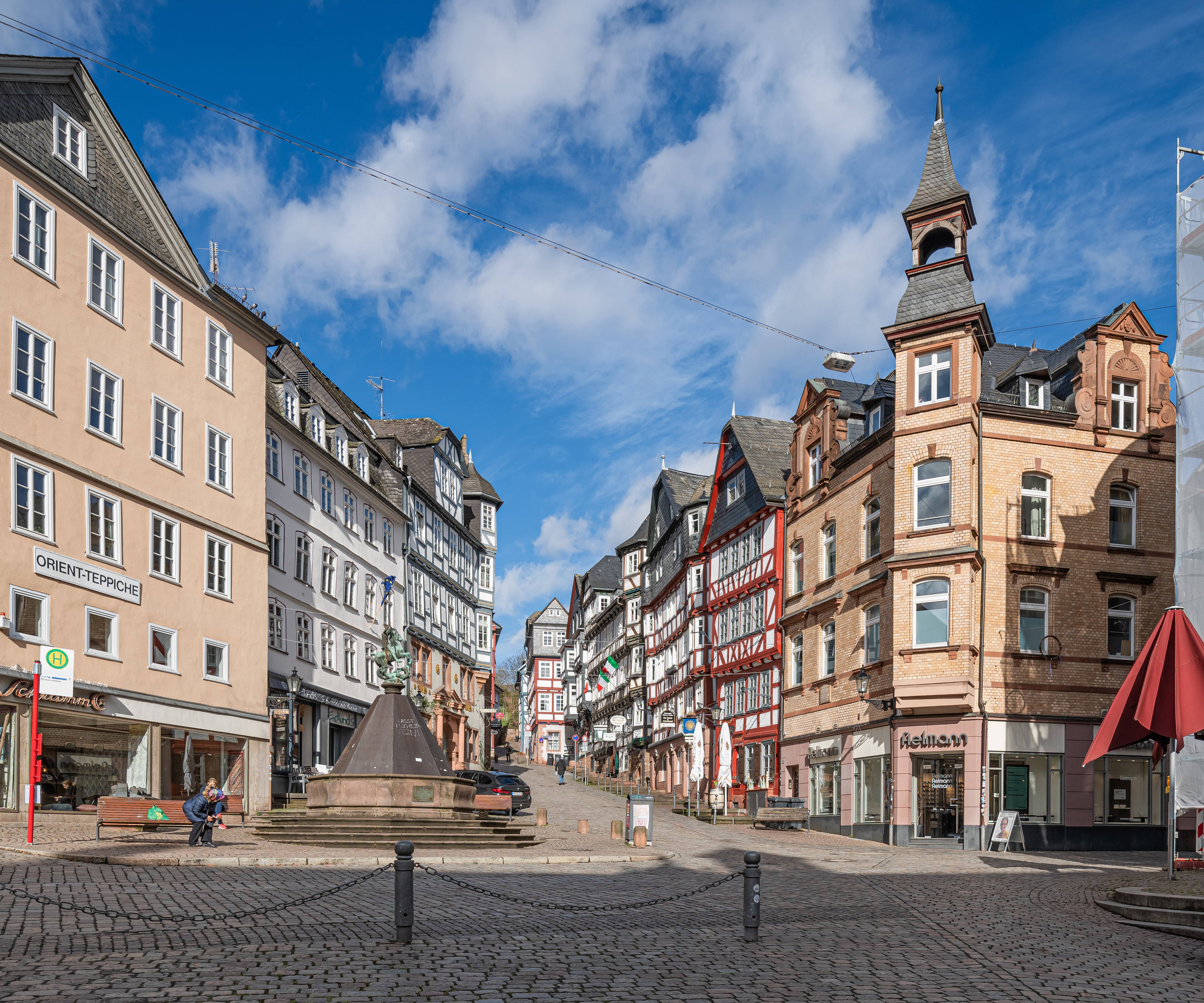
A cidade histórica de Marburgo

O povoado era protegido por um pequeno castelo, construído por volta dos século IX ou século X pela dinastia de Giso. Marburgo tem sido então uma cidade desde o ano de 1140 d.C., como foi provado por moedas da época.

### Santa Elisabete
Em 1228 a Condessa Elisabete da Turíngia, ao enviuvar, mudou-se para a cidade de Marburg, onde pretendia viver seus últimos anos de vida. Elisabete não se entendia com o cunhado, nomeado então Conde após o falecimento do marido, decidindo portanto encontrar um novo lugar para estabelecer a sede de seu reinado.
A Condessa dedicou sua vida aos doentes, tornando-se após sua prematura morte, em 1231, então com 24 anos, uma das mais eminentes e importantes santas, a Santa Isabel da Hungria. Ela foi canonizada no ano de 1235

### Capital de Hesse
Em 1264, a filha de Sta. Elisabete, Sofia de Brabante, ganhou a sucessão do Condado de Hesse, até aquele momento politicamente atrelado e submisso ao estado da Turíngia, concedendo-o posteriormente ao filho, Henrique I de Hesse.
Marburgo, juntamente com a cidade de Cassel, foi uma das capitais de Hesse, daquele período até aproximadamente o ano de 1540. Após a primeira divisão do Condado, foi então capital de Hesse-Marburgo, de 1485 até 1500, e novamente entre 1567 e 1605. Hesse era, naqueles tempos, um dos mais poderosos e influentes principados da Alemanha. Seu eterno arqui-inimigo era o Arcebispado de Mogúncia, que competiu com Hesse em diversas guerras e conflitos armados, que perduraram por séculos, em disputas por território.
Depois de 1605, Marburgo decaiu para uma simples cidade provinciana, conhecida sobretudo e principalmente por sua universidade. Entrou em declínio virtuoso por dois séculos inteiros após a Guerra dos Trinta Anos, quando lutou em batalhas por Darmstadt e Cassel. O território de Hesse ao redor de Marburgo perdeu mais que dois terços de sua população, mais do que em qualquer uma das guerras que se sucederam, incluindo inclusive a somatória do total de vidas perdidas em decorrência da Primeira e Segunda Guerras Mundiais.

### Reforma Protestante
Em Marburgo foi fundada em 1527 a primeira universidade protestante de todo o mundo, a Universidade de Marburgo, ou "Philipps-Universität" como também é chamada. Marburgo é uma das cinco clássicas cidades universitárias da Alemanha, as outras quatro sendo as cidades de Friburgo em Brisgóvia, Gotinga, Heidelberg e Tubinga.
Em 1529, Filipe I de Hesse organizou um encontro conhecido como a Conferência de Marburgo, com o intuito de incentivar e promover os trabalhos reformistas de Martinho Lutero e do teólogo suíço Ulrico Zuínglio, líderes das Reformas Protestante na Alemanha e na Suíça, respectivamente.

### Romantismo
Devido ao seu esquecimento e decadência durante todo o Século XVIII, Marburgo, tal como Rye (na Inglaterra) e Chartres (na França), sobreviveu como uma relativamente intacta cidade gótica, simplesmente porque não era investido nenhum dinheiro em qualquer tipo de construções arquitetônicas ou expansão. Quando o Romantismo se tornou o paradigma e a corrente cultural e artística dominante na Alemanha, Marburgo ressurgiu novamente em seu antigo esplendor, atraindo centenas de líderes do movimento que lá viveram, lecionaram e estudaram. Eles formaram um círculo de amizade que se tornou extremamente importante, especialmente nos campos da literatura, filologia, folclore e direito. O grupo incluía Friedrich Carl von Savigny, o mais importante jurista de seu tempo e pai da adaptação alemã do Direito Romano; os poetas, escritores, e ativistas sociais Achim von Arnim, Clemens Brentano, e em especial a novelista Bettina von Arnim, filha do primeiro e esposa do segundo. Os de maior renome internacional eram, contudo, os Irmãos Grimm, famosos mundialmente por seus conto de fadas, que buscaram em Marburgo a inspiração para muitas de suas histórias. Foi na Kaiser-Wilhelm-Turm, uma torre localizada nas colinas de Marburgo, que os Irmãos Grimm se basearam para escrever o conto de Rapunzel.

### Cidade prussiana
Na Guerra Austro-Prussiana de 1866, Hesse derrotou a Áustria; a Prússia venceu, invadiu e anexou, sem derramamento de sangue, os territórios de Hesse-Cassel, bem como Hanôver, Frankfurt am Main, e alguns outros povoados adjacentes a norte do Rio Main. Para Marburgo essa sucessão de eventos mostrou-se muito positiva, já que a Prússia decidiu fazer de Marburgo seu principal centro administrativo nessa nova província de terras recém-conquistadas, e tornar a universidade um dos principais centros acadêmicos do Estado. Desse modo, teve início o crescimento administrativo e universitário da cidade. Como o sistema universitário da Prússia logo se tornou indubitavelmente o melhor do mundo, Marburgo passou a atrair diversos pesquisadores e professores famosos. Havia, por outro lado, praticamente nenhuma indústria instalada na cidade, de modo que os estudantes, professores, e funcionários públicos - que geralmente possuíam não muito dinheiro e pagavam pequenos impostos - dominaram a cidade, que possuía uma tendência extremamente conservadora.

### Século XX

#### O Discurso de Marburgo
Franz von Papen, vice-chanceler da Alemanha em 1934, concedeu um discurso na Universidade de Marburgo em 17 de junho daquele ano. É tido como o último discurso concedido publicamente, e em alto tom de censura, contra o Nazismo que dominava a Alemanha. Tal discurso contribuiu para que diversos membros de sua equipe no governo fossem torturados e mortos pelo regime Nazista.
Marburgo é também atualmente o centro de uma das mais renomadas escolas para deficientes visuais do mundo. As faixas de cruzamento nas ruas são equipadas com sinais sonoros que permitem o deficiente visual saber quando pode ou não atravessar, facilidades ao tomar qualquer transporte público, marcações de textura nas ruas e calçadas, e outros recursos.

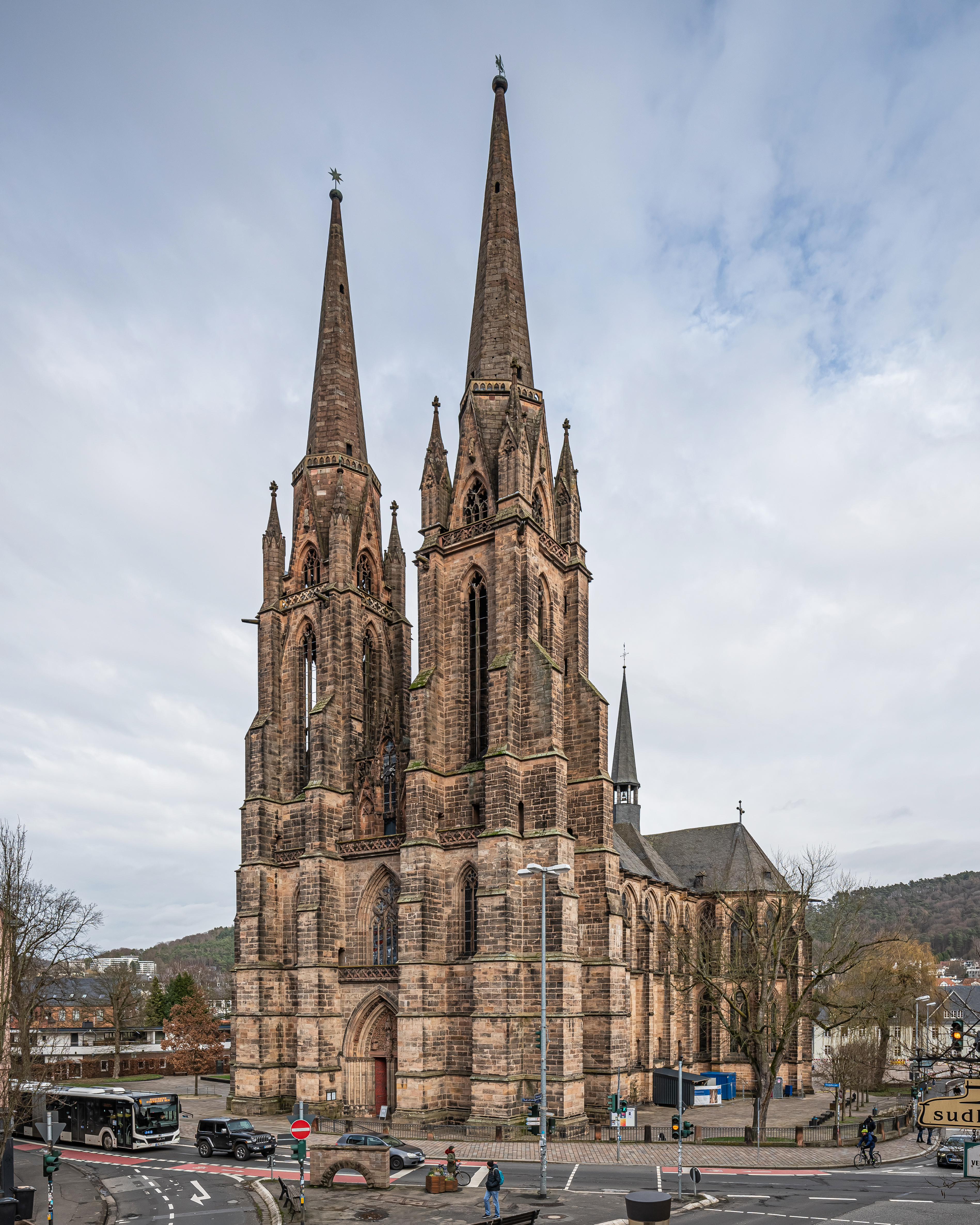
Igreja de Santa Elisabete

### Arquitetura
Marburgo é famosa também por seu castelo e por suas igrejas medievais, especialmente a Igreja de Santa Elisabete da Ordem Teutônica, a primeira igreja em estilo gótico construída em solo alemão e uma das primeiras obras góticas a serem erguidas fora da França.
Muitos dos atrativos visuais atuais de Marburgo se devem ao legado do legendário prefeito Lord Dr. Hanno Drechsler, que promoveu inúmeras reformas urbanas e restaurações, conservando os prédios históricos e não demolindo-os. Além disso, enquanto outras cidades na Alemanha demoliam suas construções medievais, Marburgo já protegia sua herança e patrimônio cultural. Por esse motivo, recebeu incontáveis prêmios e reconhecimento por seu projeto de renovamento e conservação de sua parte histórica.

### Política
Pelo fato de ser uma importante e grande cidade de médio porte, Marburgo, bem como outras seis cidades em Hesse, possui um status especial se comparada a outras cidades e municípios do distrito. Isso quer dizer que Marburgo realiza tarefas geralmente executadas por distritos, o que lhe confere uma maior autonomia e importância política, podendo ser comparada até mesmo a grandes centros urbanos.
O prefeito Egon Vaupel, diretamente eleito em janeiro de 2005 e em poder efetivo desde 1º de julho do mesmo ano, pertence ao SPD.

Brasão de Marburgo

### Brasão
O brasão de Marburgo mostra um soldado de Hesse montando um cavalo branco com uma bandeira e um escudo sobre fundo vermelho. O escudo mostra o Leão Rampante símbolo de Hesse listrado em vermelho e branco, e a bandeira mostra um "M" azul estilizado sobre fundo dourado.

### Cidades parceiras
- Poitiers, França desde 1961
- Maribor, Eslovênia desde 1969
- Sfax, Tunísia desde 1971
- Eisenach, Turíngia, Alemanha, desde 1988
- Northampton, Reino Unido desde 1992
- Sibiu, Romênia desde 2005